# Старобокино
Старобокино — село в Сараевском районе Рязанской области России, входит в состав Бычковского сельского поселения.

## Географическое положение
Село расположено на берегу реки Бока в 16 км на юго-запад от центра поселения села Бычки и в 26 км на юго-запад от райцентра посёлка Сараи.

## История
Старое Бокино в качестве села упоминается в окладных книгах 1676 года, где о бывшей в том селе Николаевской церкви замечено, что она была построена вновь и освящена в 1672 году. В XVII веке Бокино состояло в поместье за Гаврилом Ивановым Ломским. В XVIII веке владельцами села были: Александр Федоров Головин, Артем и Кирилл Ивановы дети Головины и Алексей Иванов сын Дашков. В 1770 году в селе была построена новая Николаевская церковь, в 1843 году построены приделы — Екатерининский и Елисаветинский.
В XIX — начале XX века село входило в состав Козьмо-Демьяновской волости Ряжского уезда Рязанской губернии. В 1906 году в селе было 179 дворов.
С 1929 года село являлось центром Старобокинского сельсовета Сараевского района Рязанского округа Московской области, с 1937 года — в составе Рязанской области, с 2005 года — в составе Бычковского сельского поселения.

## Население
| 1859 | 1897  | 1906  | 2010 |
| ---- | ----- | ----- | ---- |
| 978  | ↗1134 | ↗1279 | ↘214 |

## Инфраструктура
В селе имеются Старобокинская основная школа (Филиал МБОУ Новобокинская средняя школа), фельдшерско-акушерский пункт.